# 미수 (음료)

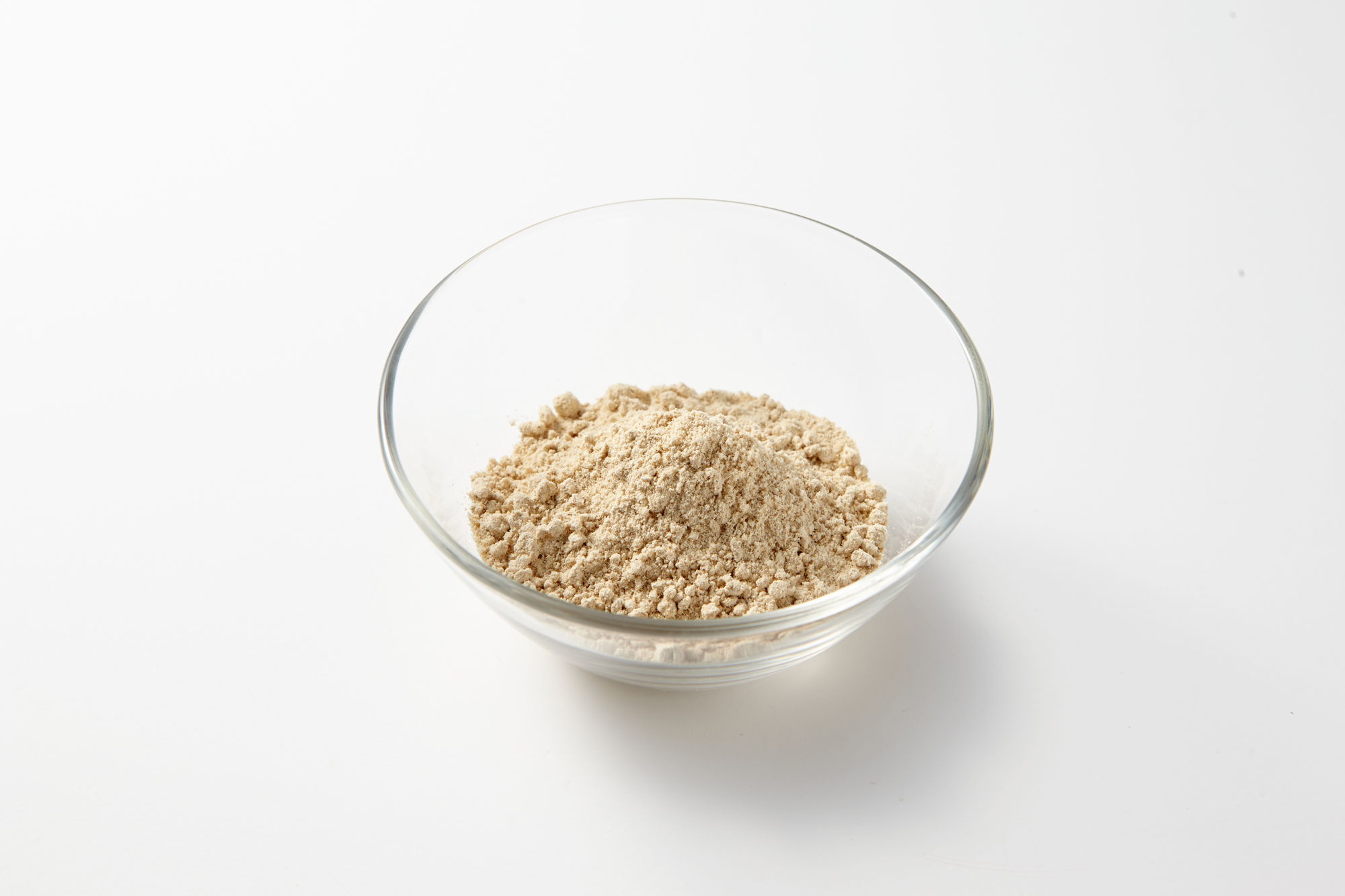
미숫가루

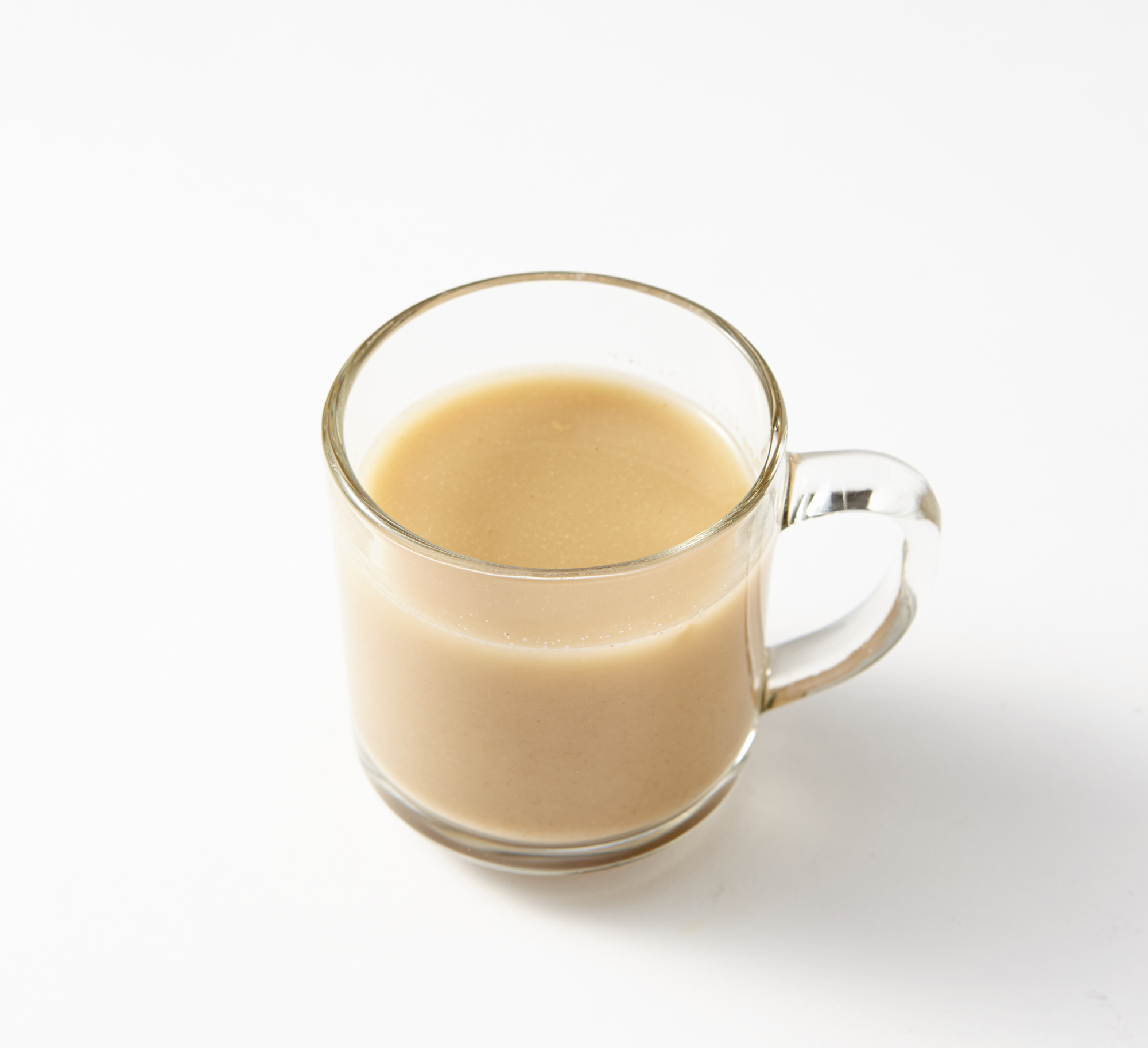
미숫가루

미수는 찹쌀·멥쌀·보리·콩 등을 찌거나 볶아서 가루로 만든 미숫가루를 꿀물이나 설탕물에 타서 차게 마시는 음료이다. 주로 여름철 음료로 이용하며, 미숫가루를 다식과 암죽을 만들 때에도 쓴다. 찹쌀 이외에 보리·콩·율무 등 서너 가지를 섞어 만들면 맛도 좋고 영양가도 풍부해진다.

## 같이 보기
- 잠바 (음식)

## 참고 자료
- 이 문서에는 다음커뮤니케이션(현 카카오)에서 GFDL 또는 CC-SA 라이선스로 배포한 글로벌 세계대백과사전의 내용을 기초로 작성된 글이 포함되어 있습니다.